# جونگ جین هی
جونگ جین هی (انگلیسی: Jung Jin-hee؛ متولد ۱۰ آوریل ۱۹۸۵) یک تکواندوکار کره جنوبی است.
وی در مسابقات قهرمانی تکواندو جهان در سال ۲۰۰۷ در پکن یک مدال طلا در کلاس سبک‌وزن (خروس‌وزن) به دست آورد. در مسابقات تکواندو قهرمانی آسیا ۲۰۱۰ او مدال برنز دریافت کرد.